# Kronobergs läns vapen

Kronobergs läns vapen bygger på Smålands landskapsvapen som står på ett grönt treberg. Vapnet fastställdes 1944.
Blasonering: "I fält av guld ett på ett grönt treberg stående, upprest, rött lejon med blå beväring, vilket med båda framtassarna håller ett stolpvis ställt rött armborst med svart båge och pil av silver."

Smålands landskapsvapen

## Källhänvisning
1. ↑  ne.se Kronobergs län
2. ↑  Riksarkivet Heraldiskt register/Län